# Opistognathus reticulatus
Opistognathus reticulatus är en fiskart som först beskrevs av Mckay, 1969.  Opistognathus reticulatus ingår i släktet Opistognathus och familjen Opistognathidae. Inga underarter finns listade i Catalogue of Life.